# Vriedysse von Raklev

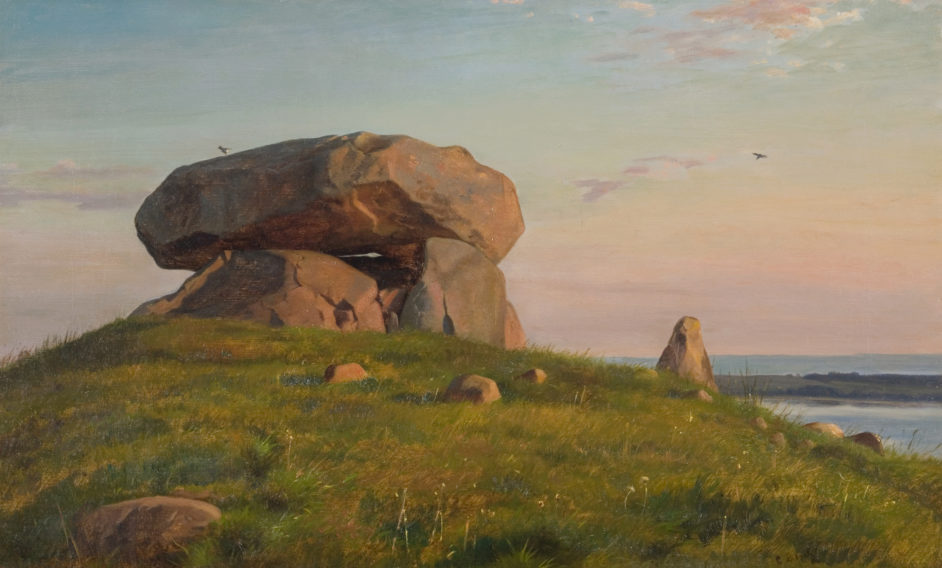
Bild von Carl Bloch

Der Vriedysse von Raklev ist ein allseits geschlossener Urdolmen in Raklev, einem Vorort von Kalundborg auf der Insel Seeland in Dänemark. Die Anlage entstand zwischen 3500 und 2800 v. Chr. als Großsteingrab der Trichterbecherkultur (TBK). 
Der auf den Resten eines Rundhügels liegende Dolmen besteht aus vier Tragsteinen und dem aufliegenden, aber durch eine seitliche Abspaltung reduzierten großen Deckstein. Die seitlichen (west- und östlichen) Tragsteine bestehen aus großen auf der längsten Schmalseite liegenden Findlingen, während die beiden anderen Seitensteine schmal sind und aufrecht stehen. Auf dem südlichen Tragstein sind einige sehr große und mehrere kleinere Schälchen. Am westlichen Hügelrand sind zwei Randsteine zu erkennen.